# Stachesried
Stachesried ist ein Gemeindeteil und eine Gemarkung von Eschlkam, einem Markt im Oberpfälzer Landkreis Cham.

## Geographie
Das Kirchdorf Stachesried liegt im Naturpark Oberer Bayerischer Wald, unweit der tschechischen Grenze zwischen dem Markt Eschlkam und Neukirchen beim Heiligen Blut.

## Geschichte
Der ursprüngliche Name Ried geht auf die Rodungstätigkeit der Grafen von Bogen im 11. und 12. Jahrhundert zurück. Der Zusatz Staches verweist auf den Pfleger von Eschlkam Wolfgang Stächo (s. u.).
In dem zweiten Herzogsurbar um 1301 sind Wittelbachische Besitzungen in Ried im Gericht von Eschlkam belegt. Der Ort wurde 1309 an Rudlin Göttlinger verpfändet. 1383 wird der Zehnt, den zuvor Ulrich der Hohenwarter innehatte, dem Ruger Püntzinger, Chamer Bürger, verkauft. Zu dieser Zeit war in Ried noch keine Burg oder Schloss. Durch die Hussitenkriege (1420–1425) wurde die Ortschaft zerstört.
1512 erhielt Wolfgang Stächo den seitdem Stachesried genannten Besitz und am 8. November 1519 gab dieser dem Herzog einen Revers über das ihm erblich überlassene Dorf Ried in der Pflege Eschlkam. 1554 ging die Hofmark an die Pelkover über, die bis Anfang des 18. Jahrhunderts hier verblieben. Johann Ernst von Pelkoven hat 1666 die alte Burg abgebrochen und das heute bestehende Schloss Stachesried zu errichten begonnen. Dieser hatte 1674 auch das Schloss Blaibach von Sara Genovefa Notthafft erhalten. Der Schlossbau wurde unter seinem Sohn Franz Willhelm 1692 vollendet.
1730 verkaufte Freifrau von der Warth, eine geborene Pelkoven, die Hofmark an Adam Ludwig Freiherr von Docfort. Die traufständige spätbarocke Saalkirche St. Florian wurde im selben Jahr erbaut.
Als Nächstes sind auf dem Schloss die Pfetten zu nennen, welche Stachesried durch Heirat erhielten. 1785 ging Stachesried auf dem Kaufweg an die Hafenbrändl, die auch Schloss Hohenwarth erworben hatten, über. 1801 wurde Stachesried an Adalbert Herder, Sohn des Johann Gottfried Herder, verkauft. Schon 1809 war das Gut so hoch verschuldet, dass es in gerichtliche Administration genommen wurde. 1816 erwarb Prinz Friedrich von Sachsen-Gotha bei einer Gantversteigerung die Hofmark. Auf diesen folgte der Herzog von Sachsen-Meiningen-Hildburghausen. Dieser errichtete hier 1820 ein Patrimonialgericht II. Klasse. Die Patrimonialgemeinde Stachesried entstand in Folge des Bayerischen Gemeindeediktes von 1818. Sie umfasste die Orte
- Stachesried
- Haselmühle
- Seugnhof

Bereits 1829 wurde Stachesried vom Staat erworben und die Patrimonialgerichtsbarkeit wurde eingezogen.
Im Zuge der Gebietsreform in Bayern kam die Gemeinde Stachesried am 1. Mai 1978 zu Eschlkam. 2015/16 erfolgte die Innen- und Außenrenovierung der Kirche St. Florian.

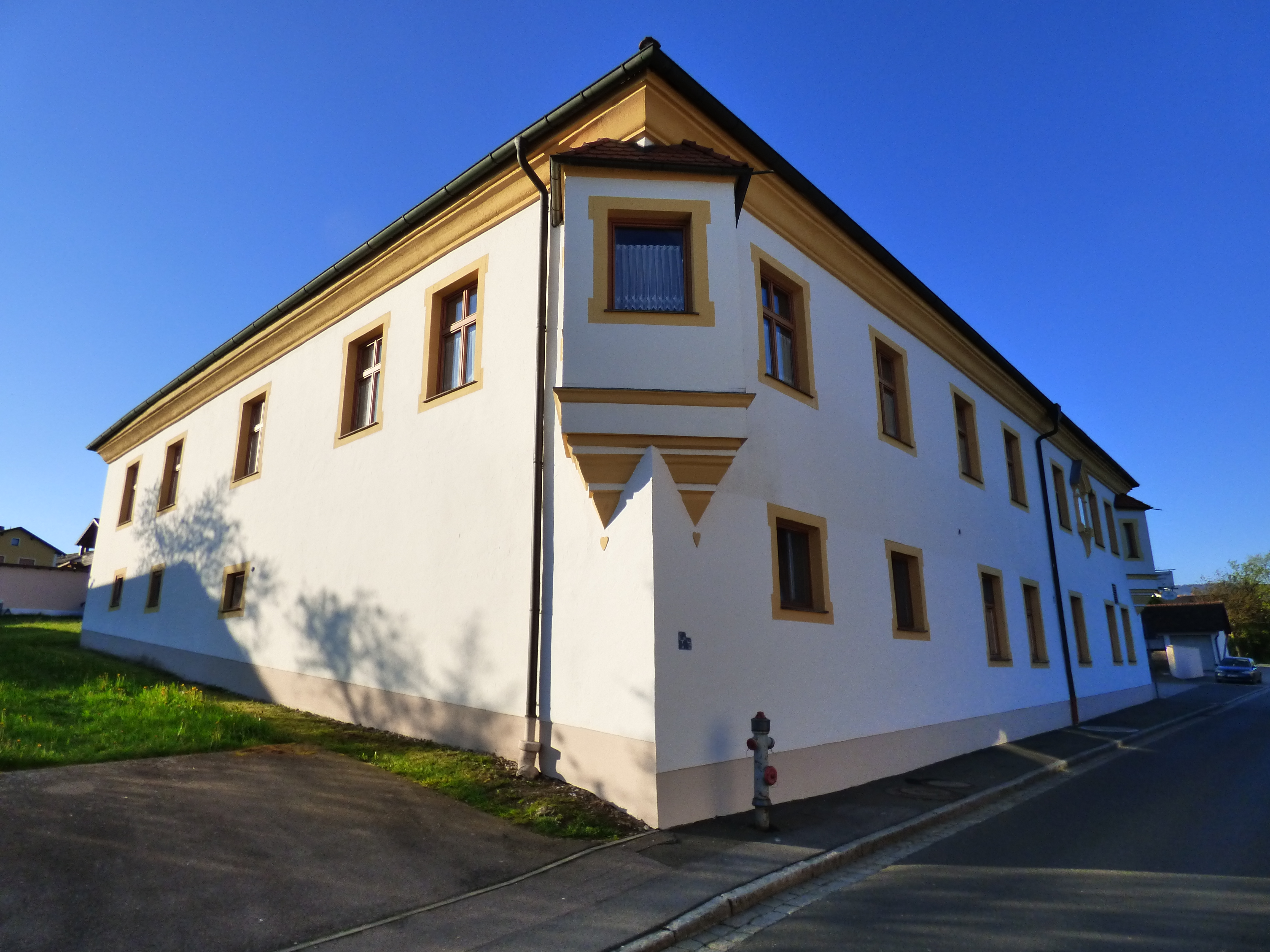
Schloss Stachesried

## Baudenkmäler
- Ehemaliges Hofmarkschloss, jetzt Gasthof[3]
- Katholische Nebenkirche St. Florian